# Sorale

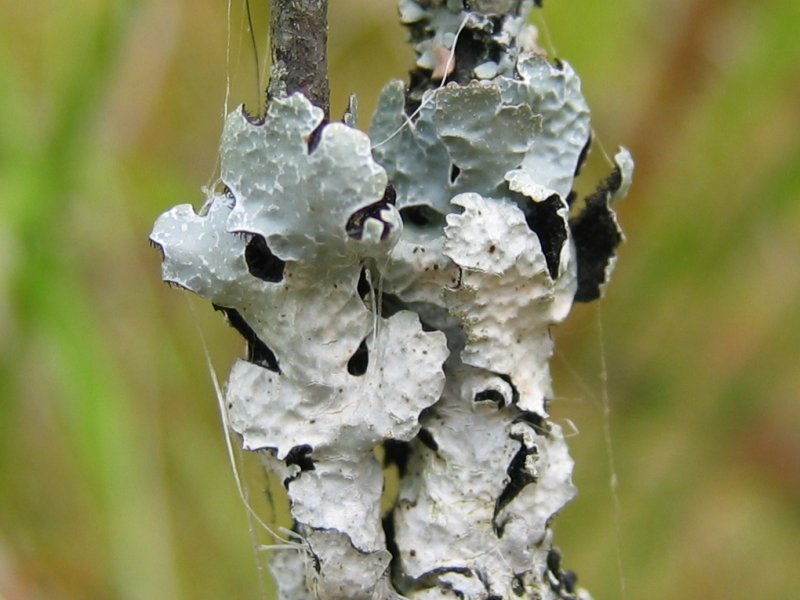
Gewoon schildmos (Parmelia sulcata) met spleetsoralen (scheurachtige formaties aan het oppervlak).

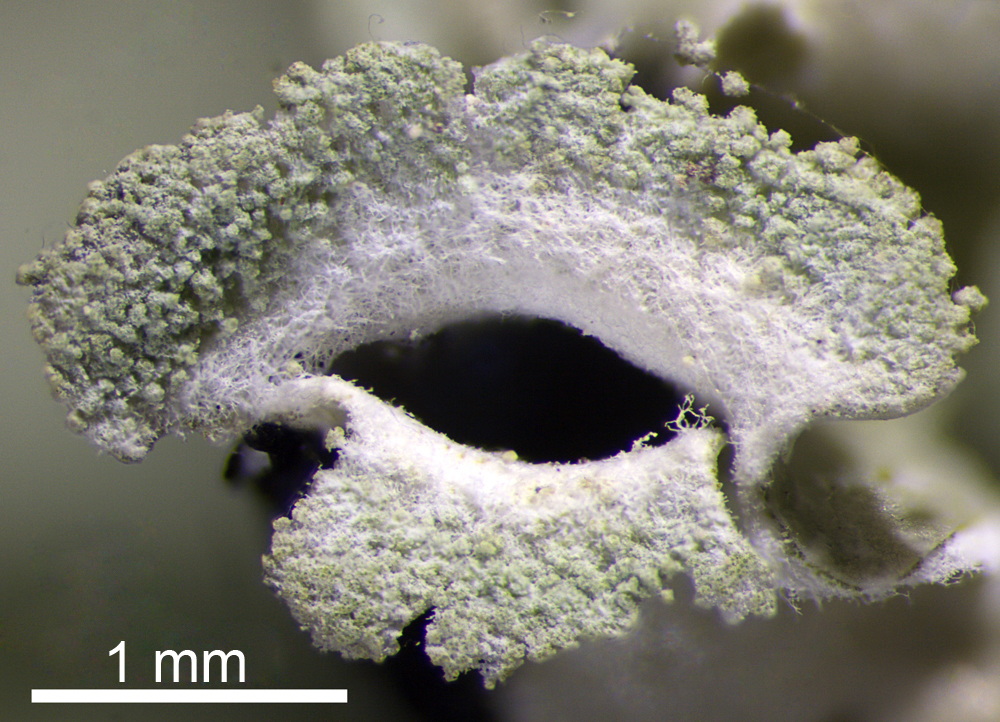
Lipsorale van gewoon schorsmos.

Een sorale, soraal of soralium (meervoud: soralen) is een orgaan van een korstmos, waar de schors afwezig is en sorediën kunnen worden uitgestoten. Sorediën bestaan uit hyfenweefsel met symbiotische algen. Soralen dienen voor de vegetatieve vermeerdering van korstmossen. Soralen en isidiën kunnen aan dezelfde plant gezamenlijk voorkomen of zelfs uit elkaar ontstaan, zoals bij soredieuze isidiën en bij isidieuze soralen.
Er worden verschillende vormen van soralen onderscheiden, zoals:
- helmsoralen
- kogelsoralen
- kopsoralen
- lipsoralen
- manchetsoralen
- randsoralen
- spleetsoralen
- vleksoralen